# ستانفورد أندرسون
ستانفورد أندرسون (بالإنجليزية: Stanford Anderson) هو مهندس معماري أمريكي، ولد في 1934، وتوفي في يناير 2016.